# Il prigioniero (opera)
Il prigioniero è un'opera in un prologo e un atto composta da Luigi Dallapiccola basata su un libretto in lingua italiana che il musicista scrisse basandosi su opere di Villiers de l’Isle-Adam (il racconto La torture par l'espèrance) e Charles de Coster (La lègende d'Ulenspiegel et de Lamme Goedzak).

## Rappresentazioni
La prima esecuzione ebbe luogo in forma radiofonica il 1º dicembre 1949 in concerto nell'Auditorium RAI di Torino; la prima esecuzione in forma scenica fu il 20 maggio 1950 al Teatro Comunale di Firenze, nell'ambito del Maggio Musicale Fiorentino.
La prima rappresentazione ebbe un successo «caloroso e incontrastato». Il musicologo Andrea Della Corte però trovò la musica «labile, in successioni sempre organate, ma di rado impregnate di virtù lirica».; secondo Della Corte i momenti migliori dell'opera, nella quale Dallapiccola usa ampiamente la tecnica dodecafonica, furono quelli in cui «l'azione scenica e le parole si impongono». Le voci solistiche «sono talvolta recitative, anche con intonazioni volutamente imprecise o parlate». L'opera prevede due intermezzi corali cantati da un coro interno, il primo a separare il prologo dal primo atto, il secondo a introdurre la scena finale nel giardino.

## Cast della prima rappresentazione
| Personaggio           | Interprete (1949)   | Interprete (1950)  |
| --------------------- | ------------------- | ------------------ |
| La madre              | Magda László        | Magda László       |
| Il prigioniero        | Scipio Colombo      | Scipio Colombo     |
| Il carceriere         | Emilio Renzi        | Emilio Renzi       |
| Il grande Inquisitore | Emilio Renzi        | Mario Binci        |
| Primo sacerdote       | Aldo Bertocci       | Mariano Caruso     |
| Secondo sacerdote     | Pierluigi Latinucci | Giangiacomo Guelfi |
| Fra' Redemptor        | Luciano Vela        | Luciano Vela       |
| Direttore             | Hermann Scherchen   | Hermann Scherchen  |

Per la rappresentazione del 1950 il maestro del coro era Andrea Morosini, il regista Bronislaw Horowicz, lo scenografo Enzo Rossi.

## Trama
Epoca: la seconda metà del XVI secolo.
Il prigioniero è detenuto nelle carceri spagnole, al tempo del re Filippo II. Riceve la visita della madre, perseguitata da un incubo, raccontato nel prologo, in cui il re le si presenta nelle vesti della Morte. Il prigioniero ricorda che dopo le torture qualcuno lo ha chiamato fratello, e sembra avere un momento di sollievo. Entra il carceriere, che nuovamente usa la parola fratello, e gli annuncia che la rivolta dei pezzenti ha avuto successo. Nel prigioniero rinasce la speranza, e il sentimento si rinforza quando scopre che il carceriere è uscito lasciando aperta la porta del carcere. Il prigioniero tenta la fuga, nei corridoi riesce ad evitare due sacerdoti che discorrono tra loro, poi esce in un giardino. Qui viene catturato dal grande Inquisitore, che ha la stessa figura e la stessa voce del carceriere, che lo chiama ancora una volta fratello ma poi dolcemente lo conduce al rogo. "La libertà?", si chiede il prigioniero sussurrando quasi incosciente, dopo avere guardato il rogo ridendo come un pazzo.